# Chasmanthe floribunda
Chasmanthe floribunda là một loài thực vật có hoa trong họ Diên vĩ. Loài này được (Salisb.) N.E.Br. miêu tả khoa học đầu tiên năm 1932.